# Спортивна гімнастика на літніх Олімпійських іграх 2024 — колода (жінки)
Змагання зі спортивної гімнастики на колоді серед жінок на літніх Олімпійських іграх 2024 відбудуться 5 серпня 2024 року на 	АккорГотелс Арені. 

## Формат змагань
Гімнастки, що посіли перші 8 місць у цій вправі у кваліфікаційному раунді (але щонайбільше 2 від НОК) виходять до фіналу. У фіналі вони знову мають виконати цю вправу, а оцінки кваліфікаційного раунду не враховуються.

## Результати

### Кваліфікація
| Місце | Гімнастка                  | Оц. скл. | Оц. вик. | Штр. | Загалом | Qual. |
| ----- | -------------------------- | -------- | -------- | ---- | ------- | ----- |
| 1     | Чжоу Яцінь (CHN)           | 6,6      | 8,266    |      | 14,866  | Q     |
| 2     | Сімона Байлс (USA)         | 6,4      | 8,333    |      | 14,733  | Q     |
| 3     | Ребека Андраде (BRA)       | 6,1      | 8,400    |      | 14,500  | Q     |
| 4     | Суніса Лі (USA)            | 6,0      | 8,033    |      | 14,033  | Q     |
| 5     | Сабріна Манека-Войня (ROU) | 6,1      | 7,900    |      | 14,000  | Q     |
| 6     | Маніла Еспозіто (ITA)      | 5,6      | 8,366    |      | 13,966  | Q     |
| 7     | Аліса Д'Амато (ITA)        | 5,6      | 8,266    |      | 13,866  | Q     |
| 8     | Джулія Суарес (BRA)        | 5,6      | 8,200    |      | 13,800  | Q     |
| 9     | Санне Веверс (NED)         | 5,6      | 8,166    |      | 13,766  | R1    |
| 10    | Марін Буає (FRA)           | 5,8      | 7,966    |      | 13,766  | R2    |
| 11    | Ло Хуань (CHN)             | 6,2      | 7,533    |      | 13,733  | R3    |

### Фінал
| Місце | Гімнастка                  | Оц. скл. | Оц. вик. | Штр. | Загалом |
| ----- | -------------------------- | -------- | -------- | ---- | ------- |
| 1     | Аліса Д'Амато (ITA)        | 5,800    | 8,566    |      | 14,366  |
| 2     | Чжоу Яцінь (CHN)           | 6,600    | 7,500    |      | 14,100  |
| 3     | Маніла Еспозіто (ITA)      | 5,800    | 8,200    |      | 14,000  |
| 4     | Ребека Андраде (BRA)       | 5,700    | 8,233    |      | 13,933  |
| 5     | Сімона Байлс (USA)         | 6,200    | 7,200    | -0,3 | 13,100  |
| 6     | Суніса Лі (USA)            | 6,200    | 6,900    |      | 13,100  |
| 7     | Джулія Суарес (BRA)        | 5,300    | 7,033    |      | 12,333  |
| 8     | Сабріна Манека-Войня (ROU) | 5,800    | 5,933    |      | 11,733  |